# Astragalus nudisiliquus
Astragalus nudisiliquus är en ärtväxtart som beskrevs av Aven Nelson. Astragalus nudisiliquus ingår i släktet vedlar, och familjen ärtväxter. Inga underarter finns listade i Catalogue of Life.